# Weißkirchen in Steiermark
Weißkirchen in Steiermark – gmina targowa w Austrii, w kraju związkowym Styria, w powiecie Murtal. Według danych Austriackiego Urzędu Statystycznego liczyła 4879 mieszkańców (1 stycznia 2015).